# Maria Wilman
Maria Wilman (29 tháng 4 năm 1867 – 9 tháng 11 năm 1957) là một nhà địa chất học và thực vật học người Nam Phi. Bà là Giám đốc đầu tiên cúa Bảo tàng McGregor tại Kimberley, Nam Phi và là người phụ nữ Nam Phi thứ hai theo học Đại học Cambridge tại Anh.

## Tiểu sử
Sinh ra tại Beaufort West vào ngày 29 tháng 4 năm 1867, Wilman là người con gái thứ năm trong số chín người con gái của Herbert Wilman và Engela Johanna Neethling. Cha của bà là một người nhập cư từ Yorkshire tới Nam Phi và làm công việc MP cho Beaufort West tại Cape Parliament của Thủ tướng John Molteno.

## Học vấn
Wilman đầu tiên theo học tại Good Hope Seminary tại Cape Town. Sau đó, vào năm 1885, bà đỗ vào Đại học Cambridge và là người phụ nữ Nam Phi thứ hai từng làm việc này. Bà hoàn thành cuộc thi sinh viên giỏi tripod về khoa học tự nhiên với ba môn địa chất học, khoáng vật học và chóa học tại Newnham College, Cambridge vào năm 1888, và có bằng Thạc sĩ ngành Thực vật học vào năm 1895. Tuy nhiên, phải mãi cho tới những năm 1930 phụ nữ mới được trao bằng chính thức, vậy nên Wilman không thực sự nhận được tấm bằng Thạc sĩ của mình từ Đại học Cambridge cho đến tháng 11 năm 1931.
Vào năm 1939 bà nhận được bằng Tiến sĩ danh dự chuyên ngành luật từ Đại học Witwatersrand tại Johannesburg.